# مارکو والوک
مارکو والوک (سیریلیک صربی: Марко Валок؛ ‏۵ مارس ۱۹۲۷ – ۲۹ سپتامبر ۲۰۲۴) بازیکن فوتبال اهل یوگسلاوی بود.
از باشگاه‌هایی که وی در آنها بازی کرده‌است می‌توان به باشگاه فوتبال پارتیزان اشاره کرد.
وی همچنین در تیم ملی فوتبال یوگسلاوی بازی کرده‌است.